# Николаев, Владимир Николаевич (архитектор)
Влади́мир Никола́евич Никола́ев (1847—1911) — российский архитектор, академик Императорской Академии художеств (1892), общественный деятель, один из самых плодовитых киевских зодчих. Действительный статский советник.

## Биография
После окончания Рисовальной школы Общества поощрения художников обучался архитектуре в Императорской Академии художеств (1864—1870) у Р. Бернгарда, Д. Гримма, О. Резанова. Получил медали Академии художеств: малая серебряная (1870) за «проект загородного клуба» и большая поощрительная медаль за «расчёт устойчивости каменной церкви». Окончил курс наук в 1870 году. Большая серебряная медаль (1871) за «проект концертного зала». Звание классного художника 3-й степени (1891). Звание академика (1892).
Руководил работами по укреплению Владимирского собора в Киеве. Автор постаментов памятников Богдану Хмельницкому и императору Николаю I, а также Николаевского собора в ограде Покровского женского общежительного монастыря. Один из учредителей Киевского Художественного училища и его директор (с 1901).
В Киеве был городским (1873—1887) и епархиальным архитектором (1875—1898), архитектором Киево-Печерской лавры (1893—1899).

### Общественно-научная деятельность
Избирался гласным городской думы (1881—1910) и членом городской управы (1887—1889). Занимал должности председателя правления Киевского литературно-артистического общества (1895—1904) и председателя архитектурного отдела Киевского отделения Императорского русского технического общества. Один из основателей (в 1901 году) и бессменный директор Киевского художественного училища (1901—1911). Член Киевского общества древностей и искусств (1897—1911).
За почти сорок лет свой деятельности в Киеве архитектор возвёл 18 церквей, три монумента, 27 зданий общественного характера и сотни частных домов.
Владимир Николаев является автором нескольких публикаций по вопросам архитектуры, реставрации, архитектурного законодательства. Сын Николаева Ипполит был киевским городским архитектором в 1892—1917 годах, а сын Леонид стал пианистом и педагогом.
Похоронен на Аскольдовой могиле (надгробие не сохранилось).

## Работы

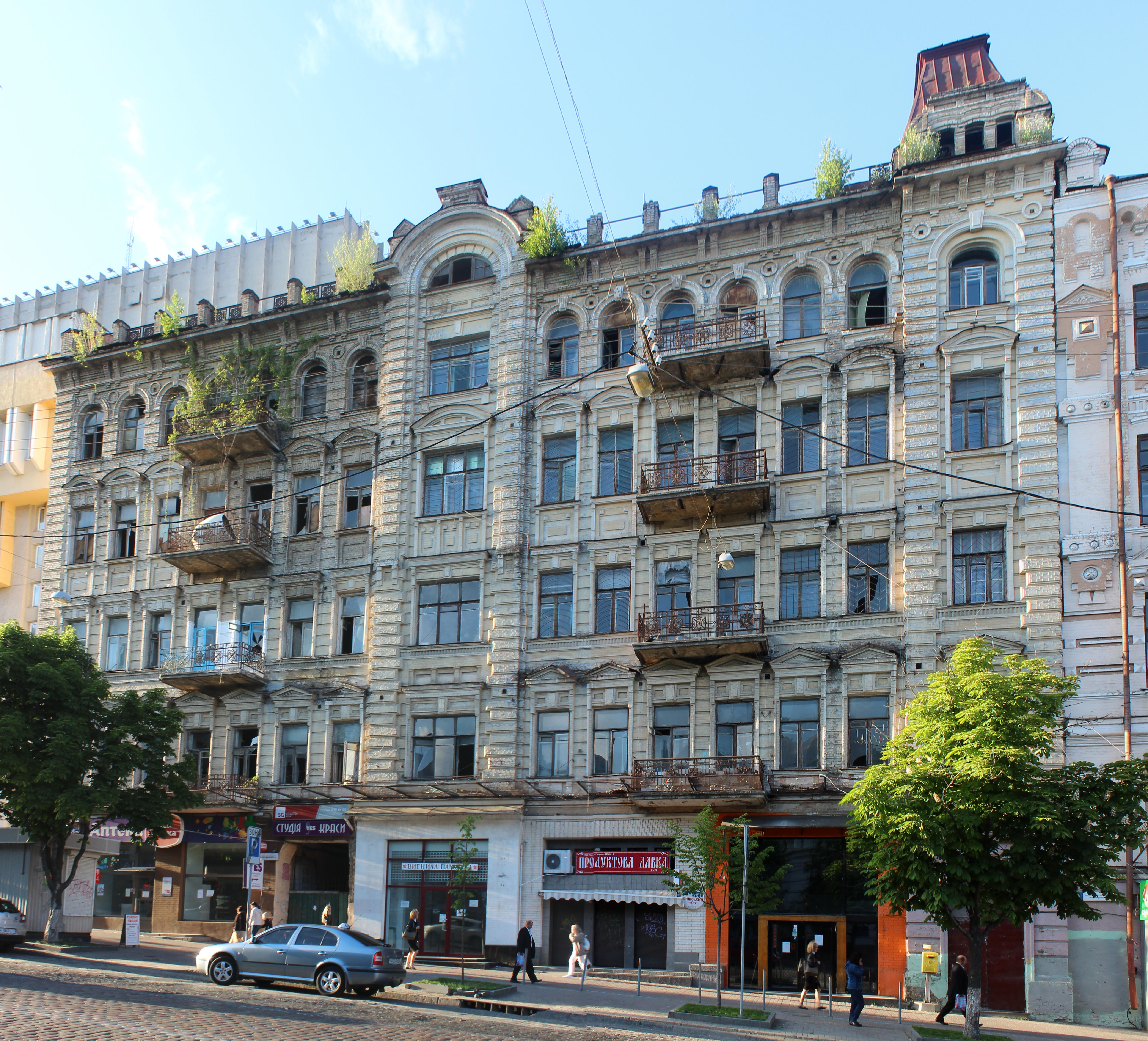
Дом по улице Богдана Хмельницкого, 12/14 в Киеве

### Основные работы в Киеве

#### Промышленно-технические сооружения (1872—1887)
- Пивоваренный завод по ул. Кирилловской, 41;инженер — А. Термен (1872)
- Склад «Генри Смит и Ко» на ул. Институтской, 4
- Дворцовый участок с каланчой по ул. Екатерининской, 1 (1887)
- Пароходная пристань на Днепре (1887)

#### Жилые здания (1873—1901)
- гостиницы: «Английская», ул. Крещатик, 8; «Бель-Вью», ул. Большая Владимирская, 38; «Национальная», ул. Крещатик, 47; «Отель-де-Франс», ул. Крещатик, 30 (все 1870); Чернецкого по ул. Большой Владимирской, 16 (1879);
- доходные дома (по улицам): ул. Алексеевская, № 11 — Афанасьева и № 17 — Сулимовской (оба 1875); ул. Безаковская, № 18 — Холодова (1893); Бибиковский бульвар, № 1 — Бернера (1886), № 36 — Фрометта (1873); ул. Большая Владимирская, № 18 — Воробьёвой (1900), № 43 — Антоновича (1888); ул. Большая Житомирская, № 38 — Колядина (1899); ул. Большая Подвальная, № 38 — Матусовского (1886), ул. Братская, № 1 — Сорокиной (1893); ул. Кузнечная, № 23 — Кучерова (1899—1900); ул. Львовская, № 14 — Фальберга (1898), ул. Малая Васильковская, № 12 — Шмидта (1900); ул. Мариинско-Благовещенская, № 30 — Бонадурер (1899—1900); ул. Меринговская, № 3 — Герчикова (1901); Нестеровский пер., № 15 — Шелетаева (1888); ул. Прорезная, дом Зайцева, Университетская площадь, дом Липко-Парафиевского (1875); ул. Фундуклеевская, № 1 — Кане (1873—1874), № 33 — Гольденберга (1899);
- особняки (по улицам): ул. Александровская (Грушевского), № 18 — особняк Гальперина (1899), № 20 — особняк Зайцева (1897); ул. Алексеевская, № 9 — особняк Чаплинской (1877), перестройка для Терещенко по проекту архитектора А. Гуна (1882—1884); ул. Анненковская, № 10-Б — собственный особняк (1888); ул. Банковая, № 2 — особняк Либермана (1898); ул. Бульварно-Кудрявская, № 27— реконструкция особняка барона Штейнгеля, архитектор — В. Сычугов (1870-е); ул. Институтская, № 40 — перестройка дома генерал-губернатора (1877—1878); ул. Трехсвятительская (Десятинная), № 9 — дом Симиренко (1890-е).

#### Богоугодные заведения (1873—1902)
- Александровская больница по ул. Левашовской, 33 (совместно с проф. Мацоном) (1873—1874); больница Мариинской общины Красного Креста на ул. Хоревой, 37 (1877—1882); Еврейская больница на ул. Богоутовской, 1 (1880-е); амбулаторная лечебница графини С. Игнатьевой (1880-е); больница для чернорабочих по Кадетскому шоссе, 28 (1892—1894); больница для приходящих в Покровском монастыре (1897—1898); богадельня в память императора Александра II на Подоле (1879); дневные приюты для детей рабочего класса (1880-е); Мариинский детский приют на ул. Паньковской, 2 (1881); приюты А. Я и М. И. Терещенко на ул. Нижний вал, 49 (1881) и ул. Бассейной, 16 (1884); благотворительные учреждения М. Дегтярёва на ул. Покровской, 2 (1891); богадельня М. Дегтярёва с детским приютом, училищем и домовой церковью Михаила по ул. Старо-Житомирской, 9 (1900—1902).

#### Учебные заведения (1877—1883)
- Третья гимназия — реконструкция старой Думы на ул. Покровской, 1, архит. В. Прохоров, А. Шиле (1877—1878);
- перестройка Духовной академии на Александровской площади (1883).

#### Концертные залы и театры (1875—1896)
- цирк Бергонье на ул. Фундуклеевской, 5 (1875);
- колонный зал Русского купеческого собрания на Царской площади, (1882);
- летний театр и вокзал в Саду купеческого собрания (1880-е);
- зал Литературно-артистического общества на ул. Рогнединской, 4 (1896).

### Гражданские сооружения
Среди наиболее интересных работ В. Н. Николаева:
- Купеческое собрание с прекрасным концертным залом (1882), где теперь размещена Национальная филармония Украины;
- здание городского Кредитного общества (1897, не сохранилось);
- корпуса Еврейской больницы (1884—1896, ныне — часть Киевской областной больницы);
- больница для чернорабочих (1892—1894, ныне — институт охраны материнства и детства «Охмадет»);
- комплекс Дегтерёвской богадельни (приют) (1900—1902);
- гостиница «Националь» (1876, не сохранилась)

Особняки, построенные Николаевым, поражают убранством и пышностью интерьера:
- особняк Фёдора Терещенко (1877—1884 годы, вместе с Андреем Гуном; ныне — Киевский музей русского искусства);
- особняк Маркуса Зайцева (1897);
- особняк Либермана (1898; ныне — здание Союза писателей Украины);
- особняк Гальперина (1899; ныне — здание комитетов Верховной рады Украины);
- особняк Василия Симиренко (1890-е гг.).

К наиболее интересным работам Николаева в жанре доходных домов принадлежат гостиницы «Националь» и «Бель-вю» на Крещатике (не сохранились).

### Культовые здания
Храмы, построенные Николаевым, считаются наиболее ценной частью его наследия. Всего в Киеве и Киевской епархии он построил их более восьмидесяти.
Владимир Николаев придерживался «византийского» и «русского» стилей.
Образцами его работ в «византийском» стиле служат церкви:
- Трапезная церковь Киево-Печерской лавры (1893—1895),
- Вознесенская церковь (1884—1888) на Байковом кладбище,
- Сретенская церковь (не сохранилась),
- Введенская церковь (1880-е, была разрушена, ныне воссоздаётся),
- Михайловская церковь в Александровской больнице (1893—1901, была разрушена, ныне воссоздана),
- Благовещенская церковь (1885—1887, не сохранилась),
- Александро-Невская церковь (1888—1889, не сохранилась).

В «русском стиле» выдержаны:
- комплекс Покровского монастыря (1896—1911),
- часовня на Лукьяновке (1891, не сохранилась).

## Иллюстрации

### Наиболее известные сохранившиеся творения

#### Храмы

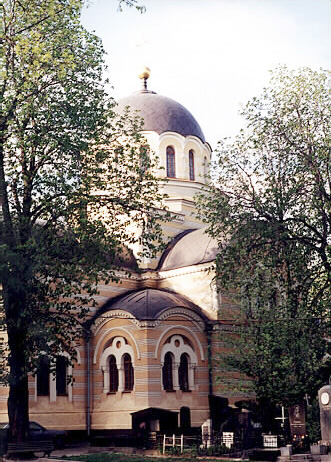
Вознесенская церковь на Байковом кладбище, 1884—1888
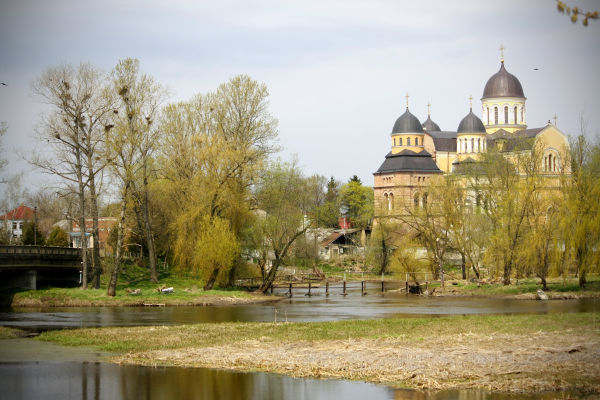
Свято-Троицкий собор в Берестечко, 1910

#### Особняки

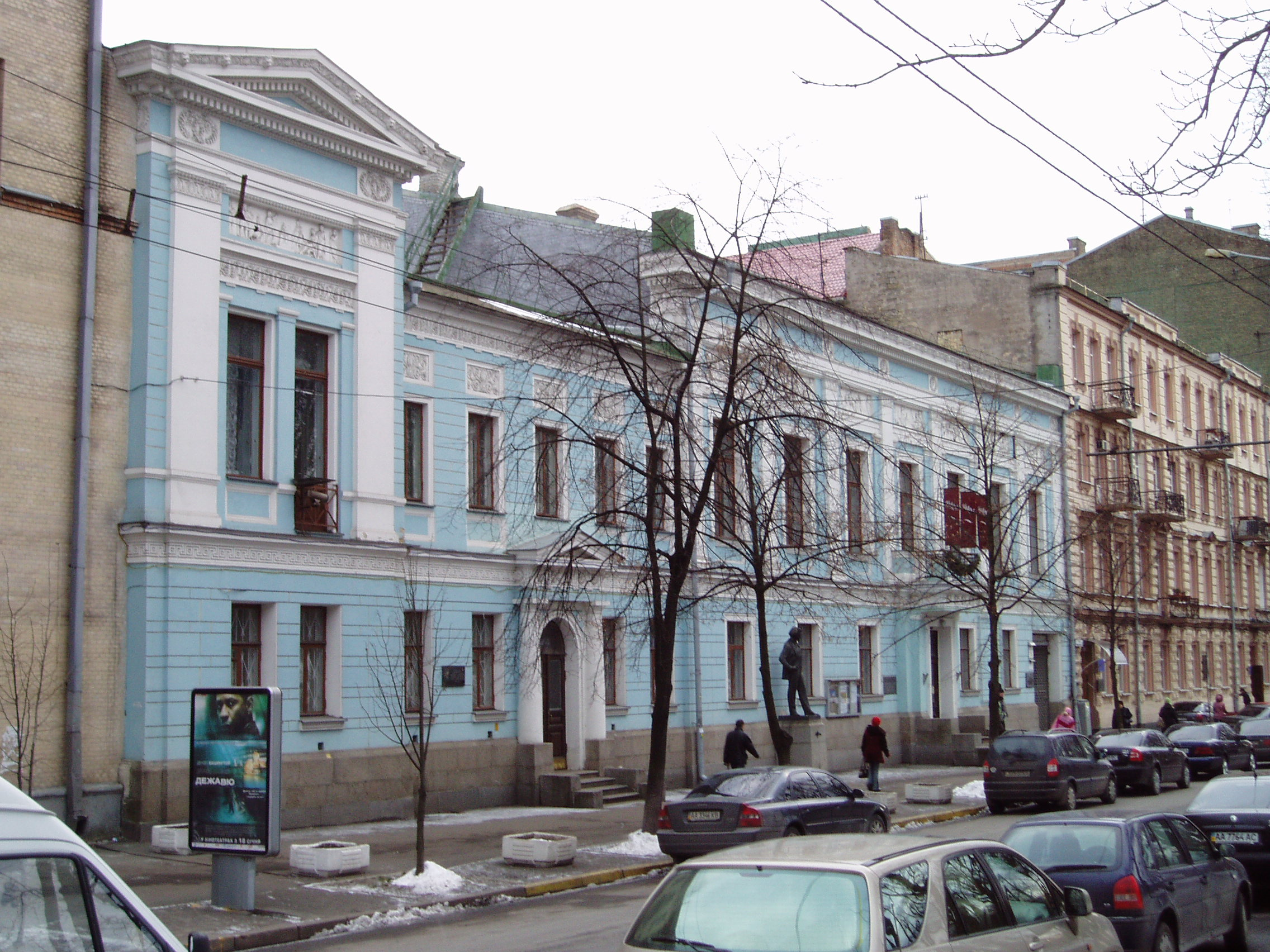
Особняк Фёдора Терещенко (сегодня — музей Русского искусства), 1877—1884
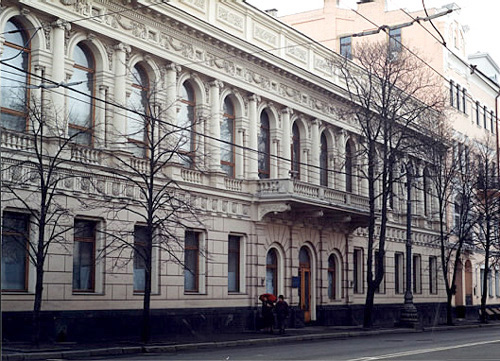
Особняк Гальперина (сегодня — здание комитетов Верховной Рады Украины), 1899 г.
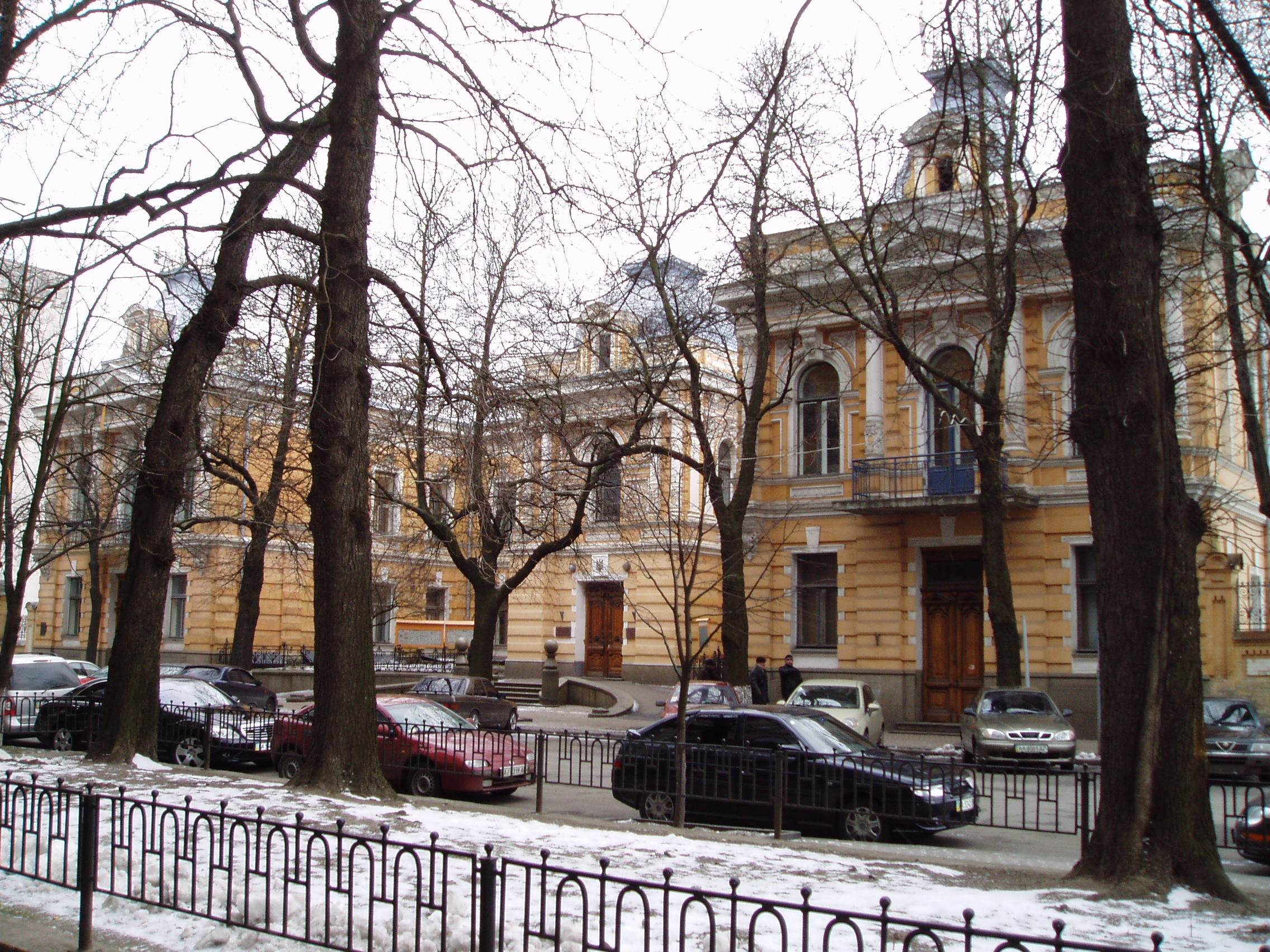
Особняк Либермана (сегодня — здание Союз писателей Украины, 1898 г.

#### Другие известные здания

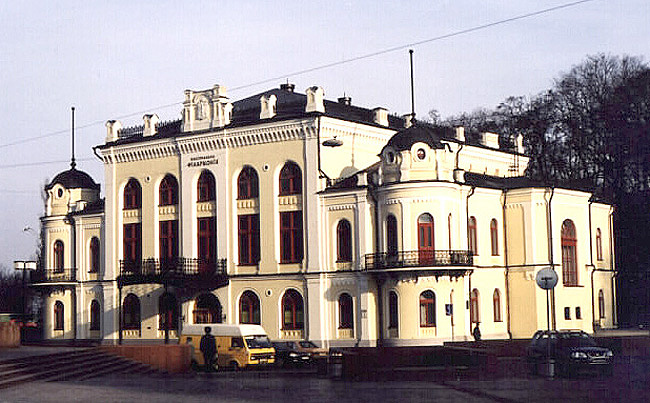
Здание Купеческого собрания (сегодня — Национальная филармония), 1882 г.

#### Памятники

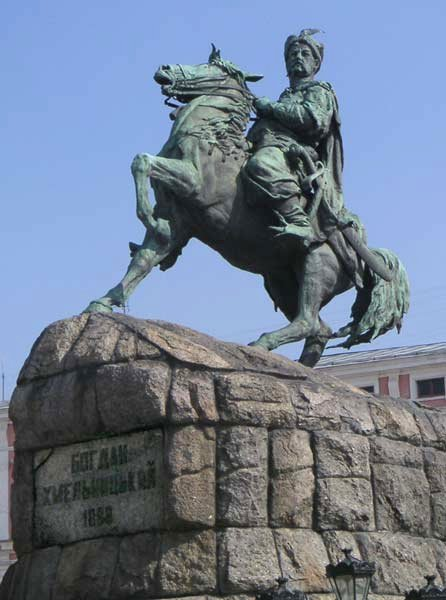
Памятник Богдану Хмельницкому в Киеве, 1888 г.
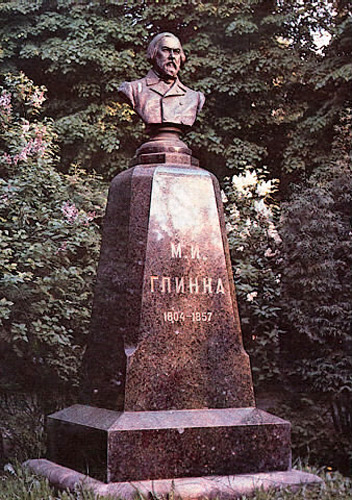
Памятник М. И. Глинке в Киеве, 1904 г.

### Разрушенные творения Владимира Николаева

#### Храмы

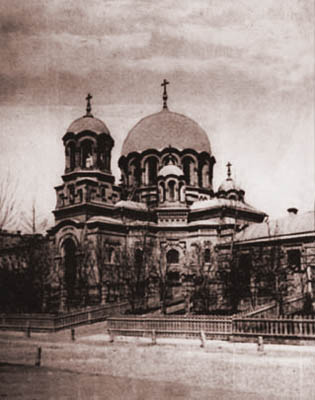
Благовещенская церковь, 1885—1887
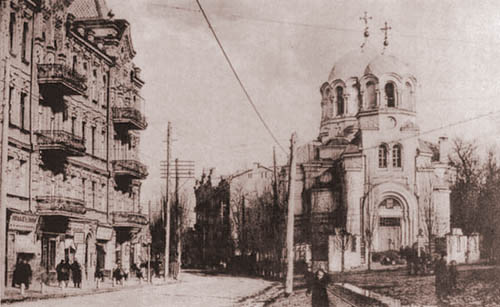
Сретенская церковь
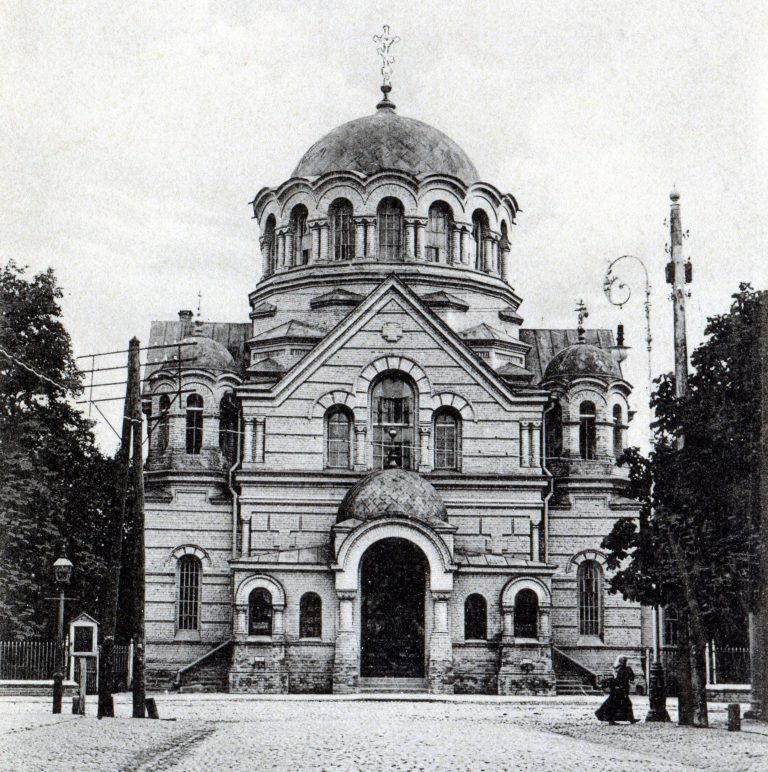
Церковь Александра Невского, 1888—1889
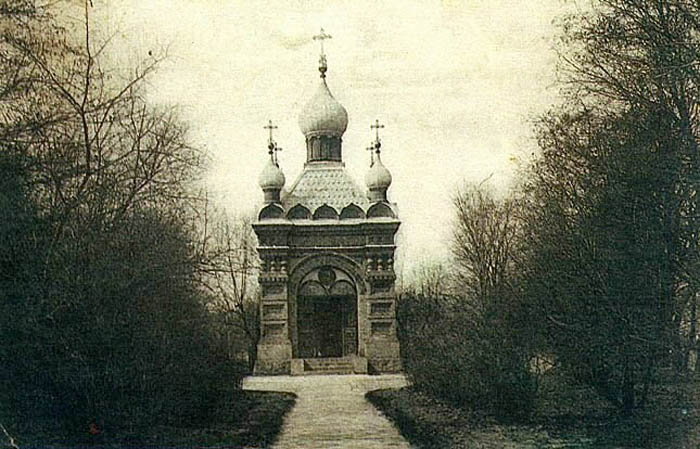
Часовня в честь спасения Александра ІІІ, 1891 г.

#### Гражданские здания

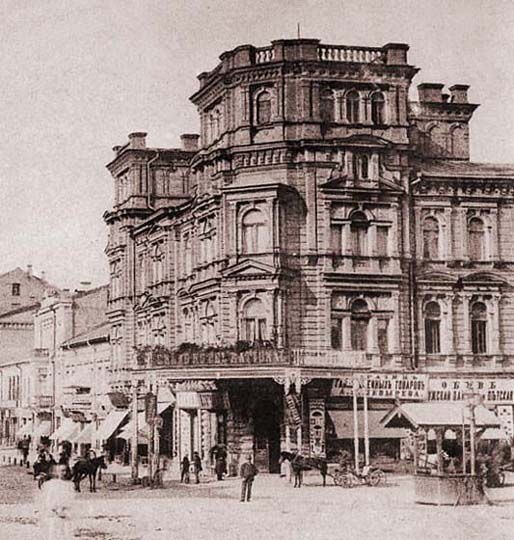
Здание отеля «Националь»
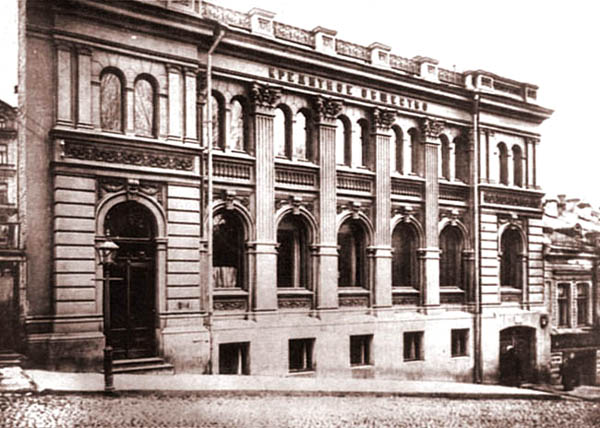
Здание Киевского кредитного общества, 1894 г.